# 베아스강

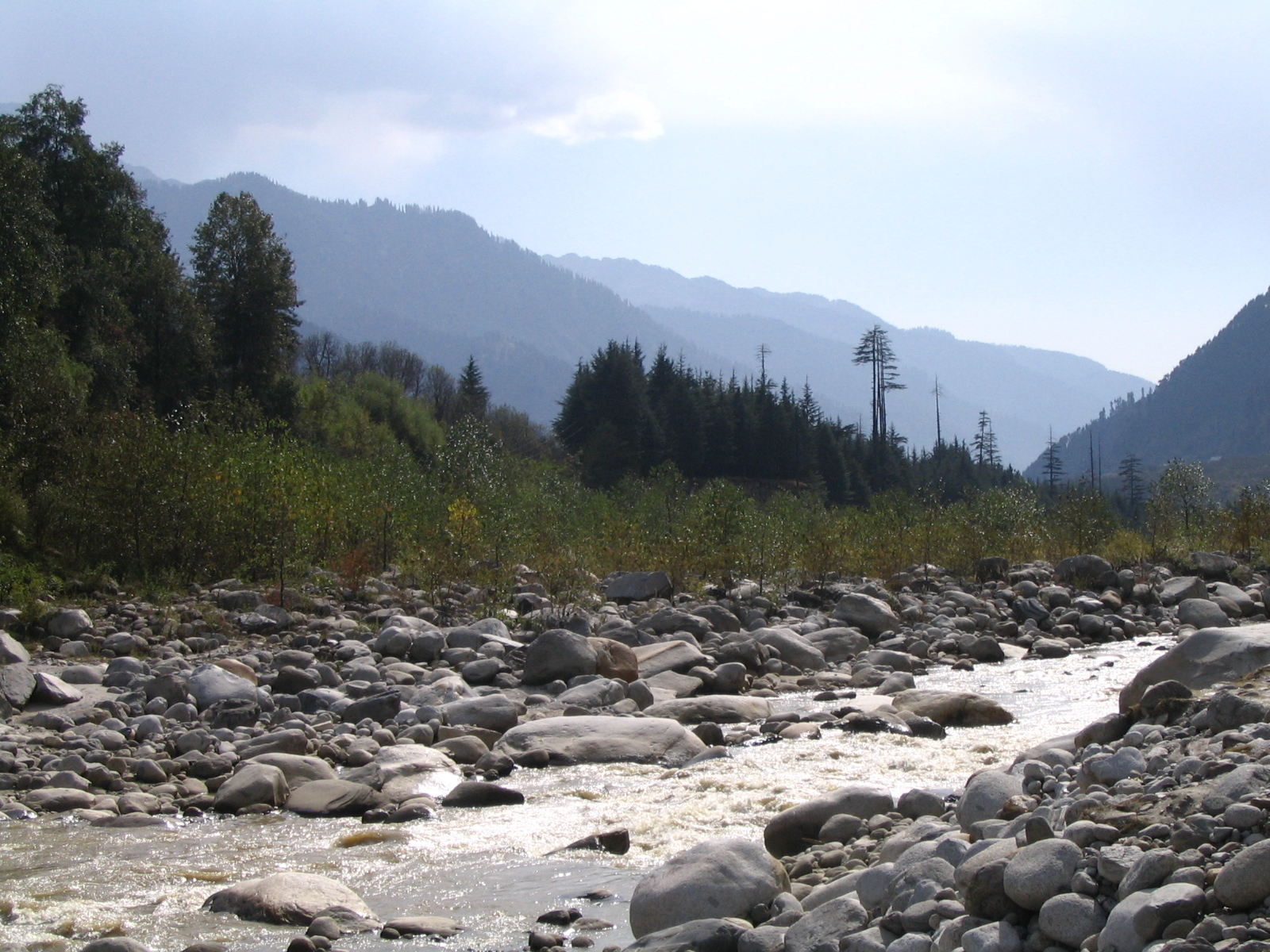
반 비하르 지역에서 본 베아스강과 산 모습

베아스강(펀자브어: ਬਿਆਸ)은 인도의 펀자브 지방에서 두 번째로 동쪽 끝에 위치한 강으로서 히말라야산맥의 중앙 지대에서 발원하여 서쪽 펀자브 끝으로 수틀레지강으로 흘러들어간다. 고대 인도 사람들은 Arjiki 혹은 Vipas으로 불렀으며 고대 그리스인은 Hyphasis로 불렸다.
현재 이름인 베아스라는 것은 과거 힌두어 Vyas가 변한 것으로 여겨지며 힌두교의 서사시인 마하브하라타의 작가 이름이었다고 한다. 베아스강은 알렉산더 대왕이 인도로 기원전 326년 침략해오기 직전까지 가장 동쪽의 경계를 이루고 있었다.
히마찰프라데시 주의 로탕 패스 주에서 발원하며 수틀레지강과 펀자브 주에서 만난다. 수틀레지는 우크에서 체나브강과 만나서 판지나드강이 된다. 후에는 미탄콧에서 인더스강과 합류한다. 라비강과 베아스강, 수틀레지강은 파키스탄과 인도가 맺은 인더스강 조약에 따라 인도에 관할권이 배정됐다.